# アムス大在
アムス大在（アムスおおざい）は、大分県大分市大在浜2丁目1番1号にあるトキハインダストリーが運営する総合スーパーマーケットである。1995年に開店し、2011年9月17日に改装開店した。

## 店舗名の由来
店舗名の「アムス」=「AMS」のAはアクティブ=活動的、Mはムービング=夢を与える、Sはステイイング=滞在するを意味している。

## 店舗
売り場面積約4,200m2のトキハインダストリーとしては中規模の店舗で、店舗内にはナムコやマクドナルド、菊家等のチェーン店が入居している。